# Mackay Point
Mackay Point är en udde i Antarktis. Den ligger i Västantarktis. Argentina, Chile och Storbritannien gör anspråk på området.
Terrängen inåt land är kuperad åt nordväst, men åt nordost är den platt. Havet är nära Mackay Point åt sydost. Trakten är glest befolkad. Närmaste befolkade plats är Rothera Research Station, 3,9 kilometer sydväst om Mackay Point. 